# Bernardo Cartón
Bernardo Cartón (¿?, c. 1798 - ¿Santander?, 1867) fue un compositor y maestro de capilla español.

## Vida
No se conoce el lugar de nacimiento de Bernardo Cartón, ni cual fue su formación musical, aunque se sabe que debió nacer hacia 1798. La mayor parte de la información que se tiene de él procede del trabajo realizado por José López Calo sobre la música en la Catedral de Granada.
Las primeras noticias que se tienen de él son de 1818, cuando era organista segundo en la Catedral de Santander. En noviembre de ese año obtuvo por oposición la organistía de la Catedral de Palencia, como único candidato, «por concurrir en su persona las cualidades necesarias». No permaneció más que un mes, entregando su renuncia a la ración al cabildo el 7 de diciembre, que fue aceptada sin más.
Sucediendo a Paulino Salazar y, al parecer, procedente de la Catedral de León, en 1828 pasó a ocupar el magisterio de la Catedral de Santander, cargo en el que permanecería hasta su fallecimiento en 1867. Sería sucedido en el cargo por Wenceslao Fernández Pérez. Su magisterio se vería caracterizado por la falta de medios y personal, por lo que tuvo que acudir en numerosas ocasiones a los músicos de la ciudad para las fiestas señaladas.
En febrero de 1854 escribió al cabildo de la Catedral de Granada para interesarse por el magisterio que había quedado vacante el año anterior. En la carta revela que tenía 56 años, que era presbítero beneficiado de la Catedral de Santander y que llevaba 35 años sirviendo en esa catedral. En la carta, Cartón solicitaba realizar el examen en Santander, debido a la distancia y la falta de medios del maestro. El cabildo granadino se negó, pero en 1857 todavía no habían encontrado a un candidato adecuado para el cargo. Cartón solicitó por segunda vez el cargo y esta vez la respuesta desde Granada fue positiva. En mayo de ese año el cabildo recibía los ejercicios. Se enfrentó a diez candidatos, entre los que se contaban Francisco Ruiz de Tejada, maestro de la Catedral de Jaén; Evaristo García Torres, maestro de la Catedral de Palencia; Hilario Prádanos, maestro de la Catedral de León; y Juan Frallero, maestro de la Catedral de Astorga. Estos tres últimos también realizaron sus ejercicios a distancia. Quedaría ganador el diácono Antonio Martín Blanca.

## Obra
Fue un compositor prolífico y el cabildo compró sus composiciones a los herederos en 1868. Sin embargo, todas las obras que se conservaban en Santander fueron destruidas durante el expolio de la Catedral durante la Guerra Civil.
Se conservan las tres composiciones que envió a Granada y una en la Catedral de Zamora: Misa sin repetir la letra, a dúo o más voces, con violines, flautas y acompañamiento recitado y aria, a 8 voces, 2 violines, viola, 2 clarinetes, 2 trompas en re y acompañamiento. También se conserva una Misa en la Catedral de Orense.